# Fleuri Zacharie Simon Palerne de Savy
Pour les articles homonymes, voir Savy.
Fleuri-Zacharie-Simon Palerne de Savy, né le 5 décembre 1733 à Lyon et mort le 2 mai 1798 à Millery, est un homme politique français. Il est le premier maire de Lyon en 1790.

## Biographie

### Famille
Il est le fils de Vincent Palerne de Chaintre (ou Chintré), trésorier de France au bureau des finances de Lyon, député de la ville de Lyon au conseil de commerce de 1723 à 1751, et de Catherine Clapeyron. Il naît le 5 décembre 1733 et est baptisé le lendemain à l'église Saint-Paul de Lyon. En 1764, il se marie à Lyon avec Anne Victoire de Rivérieulx de Chambost. De leur union naissent plusieurs filles, dont Catherine Victoire Palerne (1769-1848) qui épouse Michel Luc André de La Barge de Certeau, avocat général de la Chambre des comptes du Dauphiné.

### Carrière de magistrat
Il est avocat général en la Cour des monnaies de Lyon de 1756 à 1771, puis avocat général du conseil supérieur installé à Lyon par la réforme du chancelier Maupeou, de 1771 à 1774. Après la suppression du conseil supérieur en 1774, il devient promoteur de la chambre souveraine du clergé de Lyon en 1778.
En 1785, il est reçu membre de l'Académie de Lyon.

### Carrière politique
Syndic de la noblesse du Lyonnais, il est le premier maire de Lyon élu en février 1790 (son concurrent malheureux était Jean Marie Roland de la Platière). Il est investi le 12 avril suivant et doit gérer la ville au milieu des troubles de la Révolution. En décembre de la même année, il est élu au tribunal de district et démissionne de son poste de maire.

## Acte de décès

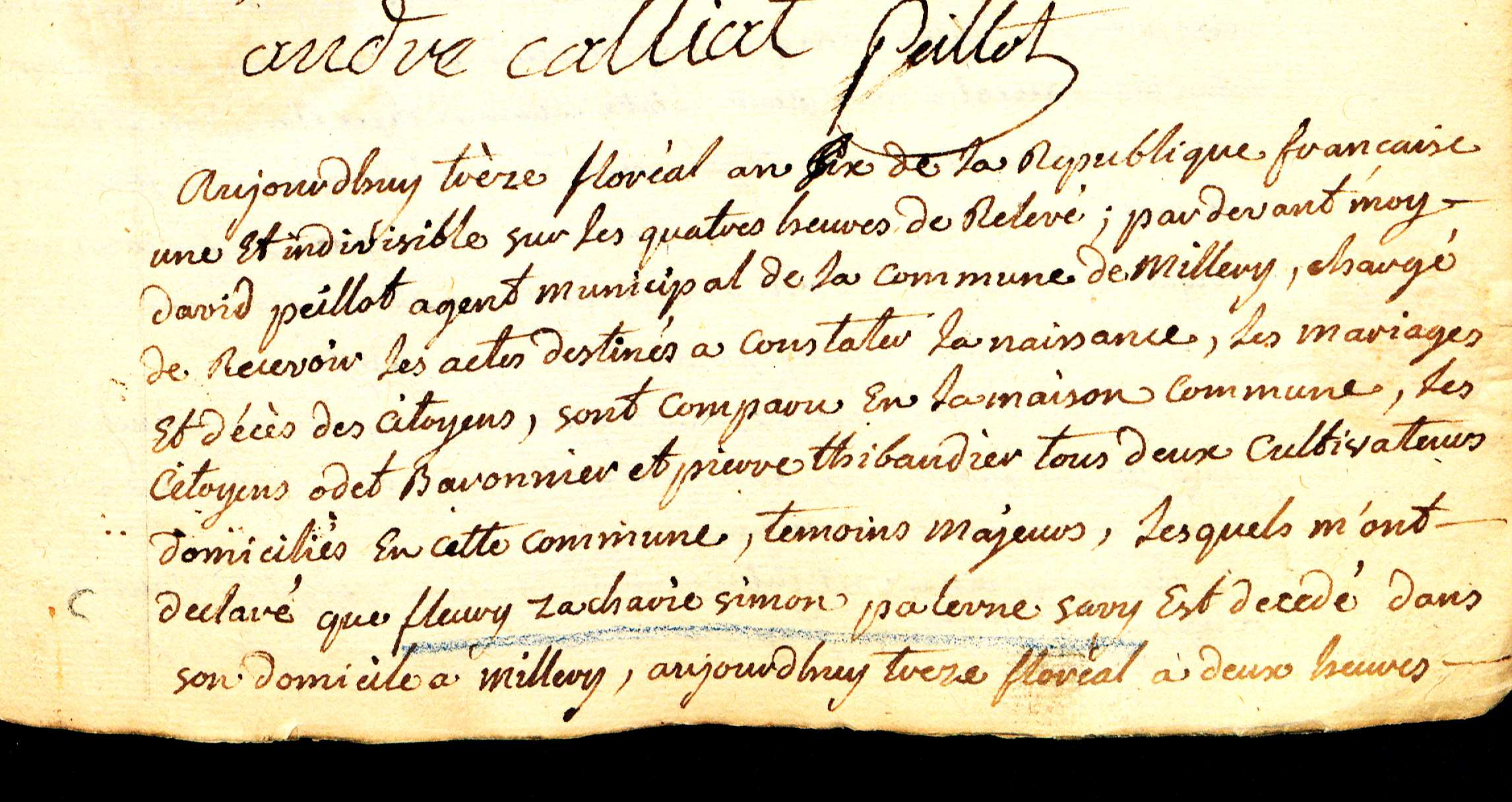
Acte de décès de son épouse (3 février 1794), (cote ADRML : 4 E 3581)
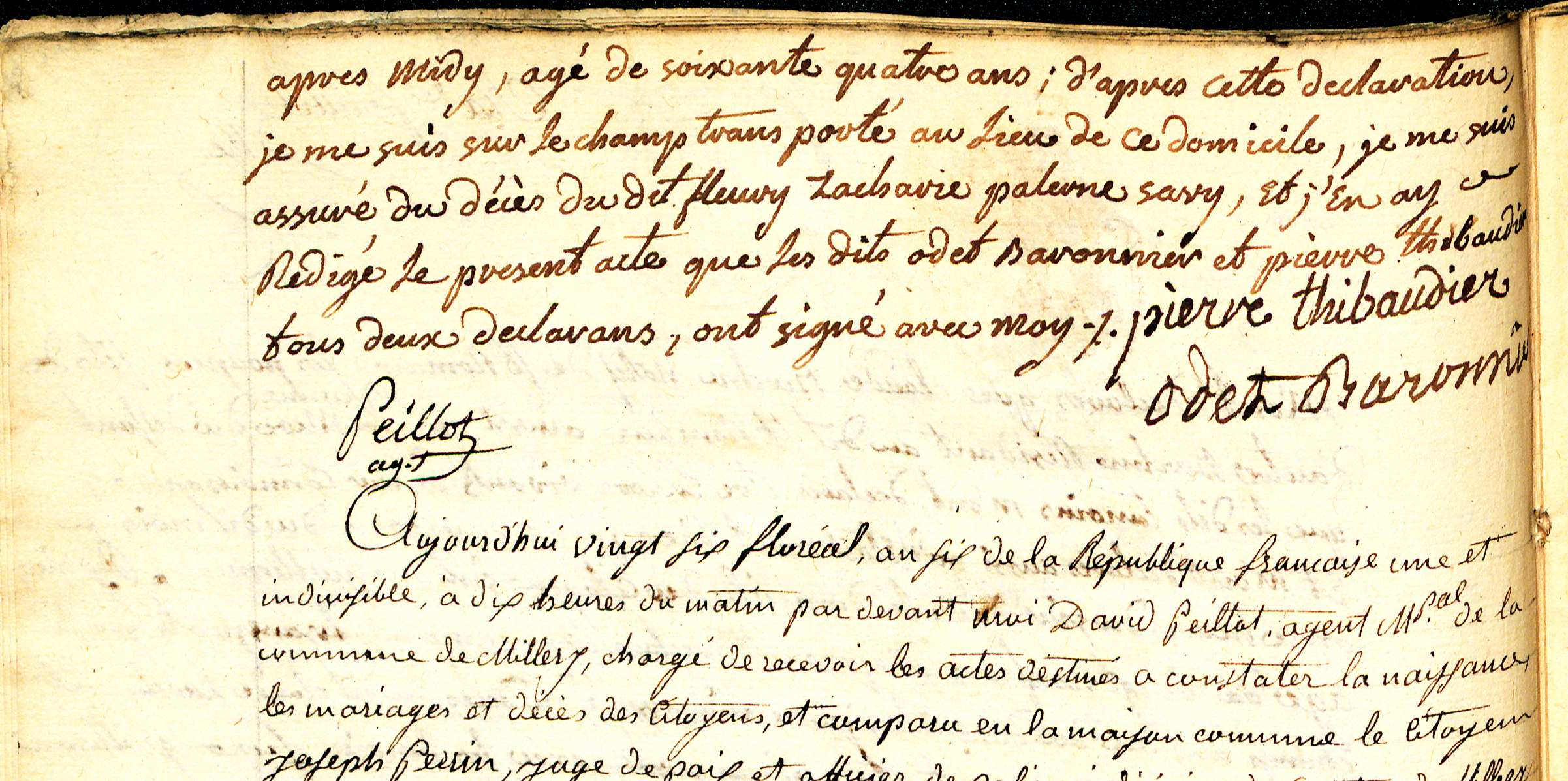
page 2
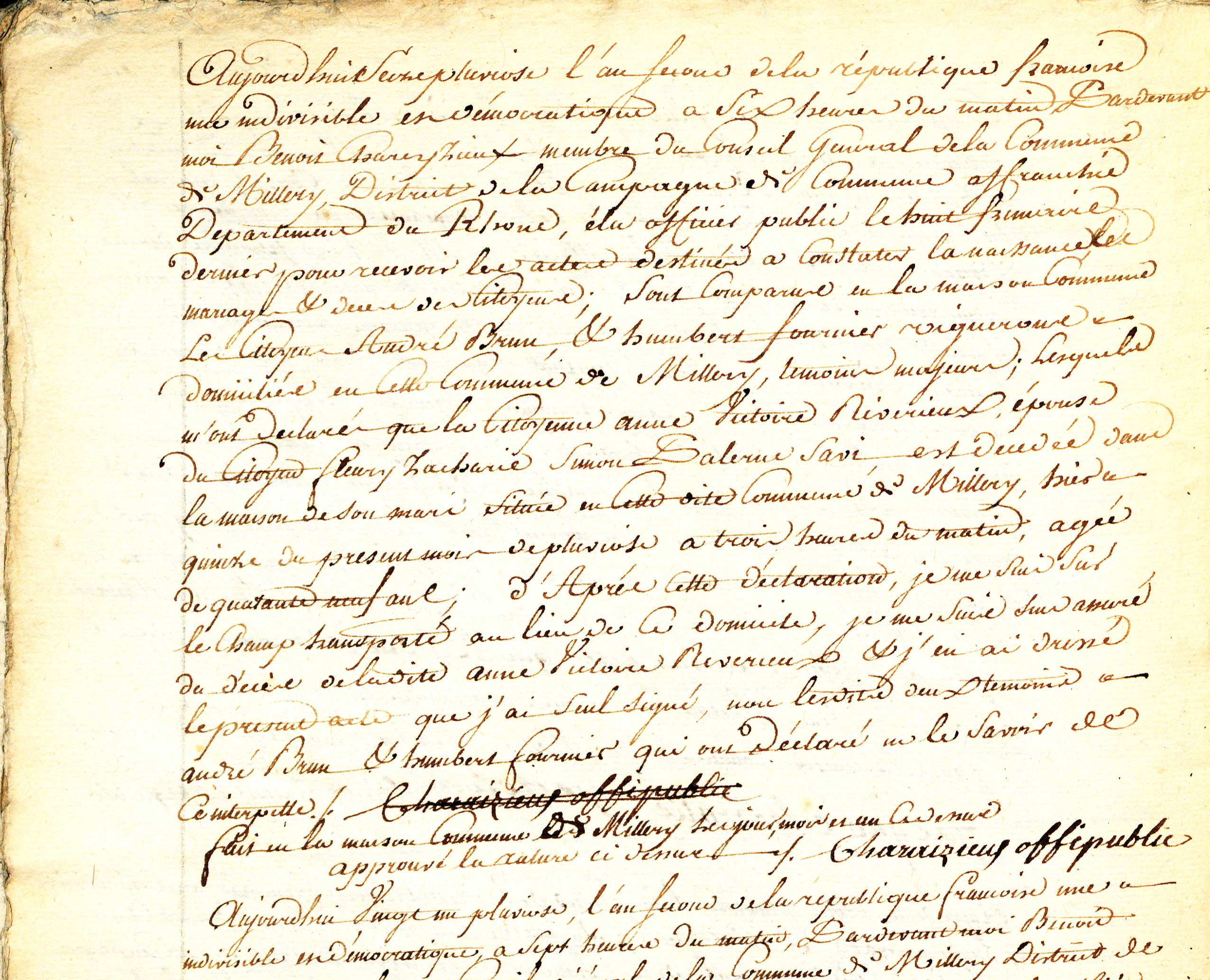
Acte de décès de son épouse (3 février 1794), (cote ADRML : 4 E 3581)